# Langen (Geestland)
Langen is een plaats, een voormalig stadje, in de gemeente Geestland in de Duitse deelstaat Nedersaksen. Tot 1 januari 2015 was Langen als stad een zelfstandige gemeente  in het Landkreis Cuxhaven. 
De Samtgemeinde Bederkesa en Langen gingen toen op in de nieuwe gemeente. Als naam voor de nieuwe gemeente was in eerste instantie Wesermünde bedacht, maar hiertegen werd bezwaar gemaakt door Bremerhaven, omdat die stad in het verleden zelf die naam had gedragen en vreesde voor verwarring. Als nieuwe naam werd daarom uiteindelijk gekozen voor Geestland. Omdat Langen stad was werd ook de nieuwe gemeente een stad.
Zie verder onder: Geestland.

## Bekende personen

### Geboren
- Alligatoah (1989), hiphopartiest

- Gemeinsame Normdatei: 4267627-7
- MusicBrainz: 3164b47f-62ab-480b-bcb7-2e32ee30bd04